# Charles Wilkins
Charles Wilkins, född 1749, död den 13 maj 1836, var en brittisk indolog, det "europeiska sanskritstudiets fader".
Wilkins kom vid 21 års ålder till Calcutta för att tjänstgöra i Bengalens administration. Från 1778 var han generalguvernören Warren Hastings behjälplig i att söka åstadkomma en förbättrad undervisning åt Ostindiska kompaniets indiska tjänstemän och kom därigenom att göra sig förtrogen med de indiska förhållandena i allmänhet och sanskrit i synnerhet. Han införde i Bengalen tryck med bengalibokstäver och var den förste, som i Europa föranstaltade tryckning med sanskritskrift, vartill han själv skurit och gjutit typerna. Wilkins var jämte den egentlige grundläggaren, sir William Jones, en av stiftarna av det för indologins studium betydande sällskapet Royal asiatic society of Bengal (1784), som 1799-1836 utgav "Asiatic researches" och därefter den ännu fortgående tidskriften "Journal of the Asiatic society of Bengal". År 1786 återvände han till Europa och blev 1801 bibliotekarie för Ostindiska kompaniet (East India House). 
Wilkins väckte uppmärksamheten på sanskrit och dess litteratur företrädesvis genom översättning av den mystiskt filosofiska episoden Bhagavadgita (1785; ur "Mahabharata"). År 1787 utkom hans översättning av fabelverket Hitopadesha, 1793 The story of Shakuntala from the Mahabharata. År 1798 avfattade han en förteckning av de av Jones samlade sanskrithandskrifterna. Han utgav vidare en sanskritgrammatik (1808), den första bok med sanskrittyper, som är tryckt i Europa, och en förteckning av sanskritrötter (1815). I "Oriental repertory" utgav han några översättningar av episoder ur "Mahabharata", i "Annals of oriental literature" fortsättning av i "Asiatic researches" påbörjade artikelserier. En till två tredjedelar utförd översättning av "Manus lagbok" inhiberades, emedan Jones förehade samma arbete (vilket utkom 1794). Dessutom utgav Wilkins en ny upplaga av Richardsons arabiska och persiska lexikon (1816-20).